# Johann Christian Daniel Schreber

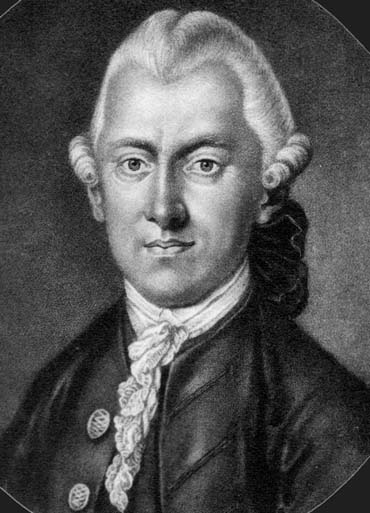
Johann Christian von Schreber

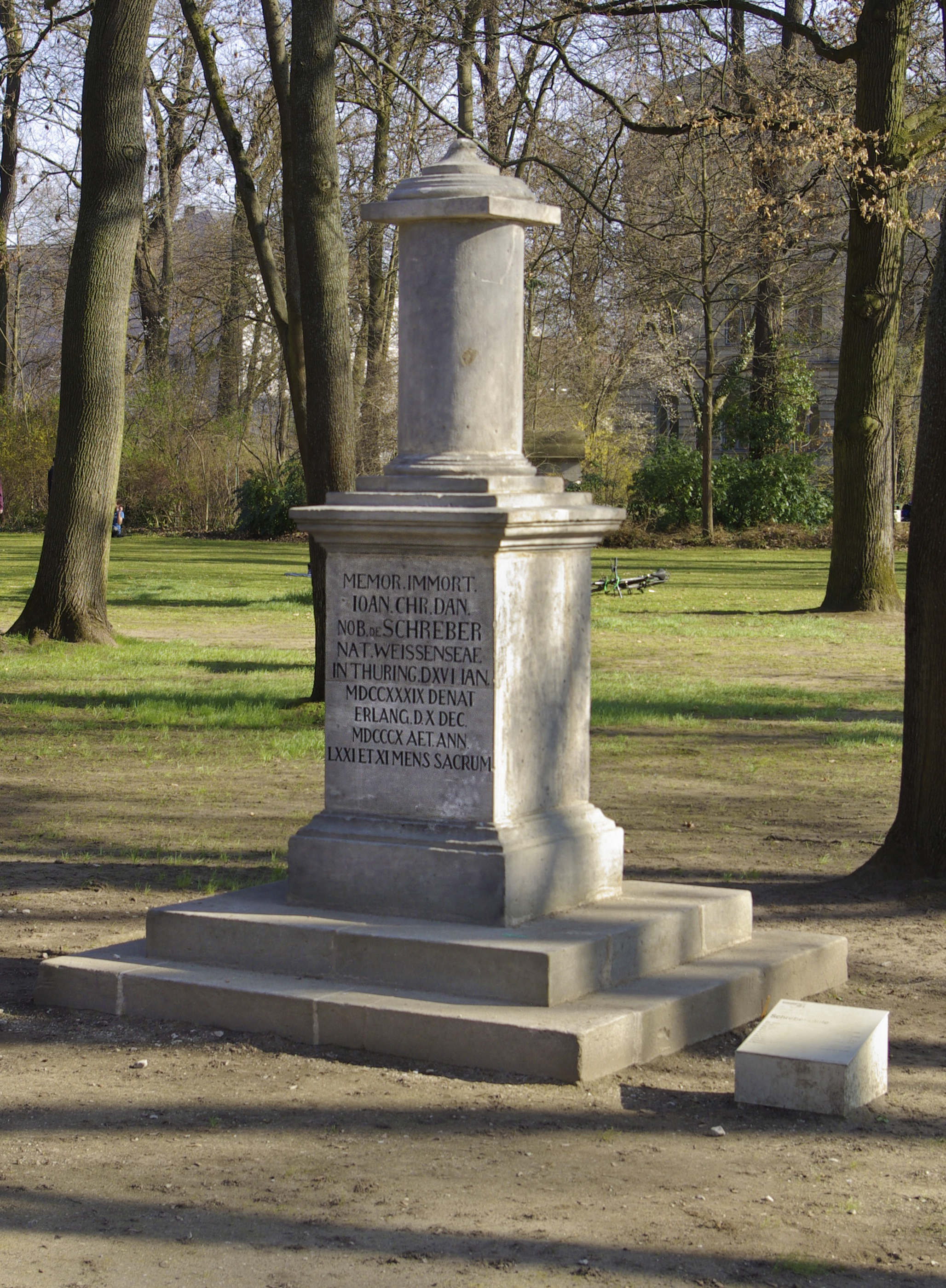
Die 1810 errichtete Schrebersäule im Erlanger Schlossgarten, 2012

Johann Christian Daniel Schreber, seit 1791 Edler von Schreber (auch Johann Christian Daniel von Schreber; * 17. Januar 1739 in Weißensee (Thüringen); † 10. Dezember 1810 in Erlangen), war ein deutscher Mediziner und Naturforscher. Sein offizielles botanisches Autorenkürzel lautet „Schreb.“

## Leben
Schreber wurde als Sohn des Kameralisten und Juristen Daniel Gottfried Schreber (1707–1777) geboren. Er erhielt Privatunterricht in seinem Elternhaus, bevor er an der Universität Halle Medizin, Naturwissenschaften und Theologie studierte. Von Oktober 1757 bis April 1758 arbeitete er als Informator an der deutschen und lateinischen Schule der Franckeschen Stiftungen in Halle. Im Juni 1758 wurde ihm die Lehrerlaubnis der Universität Halle erteilt. Noch als Student veröffentlichte er 1758 seine erste wissenschaftliche Arbeit eine Lithographia Halensis, die im folgenden Jahr in einer verbesserten und vermehrten Auflage unter dem erweiterten Titel: Lithographia Halensis, exhibens lapides circa Halam Saxonum reperiundos systematice digestos, secundum classes et ordines, genera et species. erschien.
Später wechselte er mit den gleichen Fächern an die Universität Uppsala und hörte dort die Vorlesungen von Carl von Linné, mit dem er ab Januar 1758 in Briefkontakt stand. Dort beendete er das Studium 1761 erfolgreich mit seiner Dissertation Theses medicae.
Nach seiner Rückkehr nach Deutschland und der Ernennung seines Vaters zum Direktor des Pädagogiums der Herzoglichen Friedrichs-Universität in Bützow erhielt er 1761 eine Anstellung als praktizierender Arzt in dieser Einrichtung sowie eine Lehrberechtigung an der Universität. Im Jahr 1764 ging er zusammen mit seinem Vater nach Leipzig, wo er an der Universität unterrichtete und zum Sekretär der Oeconomischen Gesellschaft ernannt wurde. Bereits 1764 nahm ihn die Leopoldina (Deutsche Akademie der Naturforscher) als Mitglied auf. Später folgten zahlreiche weitere Mitgliedschaften in anderen gelehrten Gesellschaften. 1759 wurde er in die Freimaurerloge Philadelphia in Halle aufgenommen.
Im Jahr 1769 veröffentlichte er sein Werk Beschreibung der Gräser, in dem er neben einer botanischen Beschreibung auch eine Beurteilung der landwirtschaftlichen Nützlichkeit der einzelnen Gräser anführte. Innovativ an dem Werk war auch die exakte Abbildung der taxonomisch relevanten Artmerkmale auf den botanischen Zeichnungen.  Im gleichen Jahr heiratete er in Leipzig Johanna Christiane Dorothea von Schönfeld. Die Ehe blieb kinderlos.
Zur Jahreswende 1769/70 nahm Schreber einen Ruf als ordentlicher Professor der Botanik, Naturgeschichte, Wirtschaft und Politik an die Universität Erlangen an; neben diesen Fächern hielt er auch Vorlesungen in den Fächern Forstwirtschaft, Metallurgie, Materia Medica, Diätetik und Materia alimentaria. Im Sommer 1770 trat er eine Stelle als dritter Professor für Medizin an, während er gleichzeitig eine Professur für Kameralistik an der philosophischen Fakultät innehatte.
1773 betraute man ihn außerdem mit der Leitung des 1771 gegründeten Botanischen Gartens der Universität. Als dessen Direktor hielt er regelmäßig botanische Demonstrationen sowie Kurse in Herbariologie und Pflanzenphysiologie und unternahm mit Studenten Exkursionen in die Erlanger Umgebung. Neben seiner eigentlichen wissenschaftlichen Arbeit begann Schreber in diesen Jahren, das gesamte Werk des Wissenschaftlers Carl von Linné ins Deutsche zu übersetzen.
1777 wurde er zum Leiter des Naturhistorischen Museums der Universität Erlangen ernannt. Während dieser Zeit arbeitete er bereits an „Die Säugthiere in Abbildungen nach der Natur mit Beschreibungen“, einem zoologischen enzyklopädischen Beschreibungs- und Bildnachweiswerk, das zwischen 1775 und 1792 in vier Bänden erschien. von Schreber betätigte sich als Herausgeber von Abbildungswerken auch für andere Wissenschaftler, darunter Franz Xavier v. Wulfen, Johann Hedwig, Peter Simon Pallas und Olof Swartz, wobei ihm stets auch der künstlerische Aspekt besonders am Herzen war. So verfügte er über enge Kontakte zu mehreren qualifizierten Maler, Zeichnern und Stechern in Nürnberg, auf die er für die Publikationen zurückgriff.
Als 1791 der Präsident der Leopoldina, Heinrich Friedrich Delius, starb, wurde Johann Christian Schreber sein Nachfolger. Als Vorsitzender wählte sich Schreber den Gesellschaftsnamen Theophrastus Eresius IV. und leitete die Leopoldina bis an sein Lebensende.
Im Alter von 71 Jahren starb Johann Christian von Schreber am 10. Dezember 1810 in Erlangen. Zu seinem Andenken stiftete seine Witwe in seinem Todesjahr die Schrebersäule, die im von Schreber betreuten Erlanger Botanischen Garten aufgestellt wurde. Nach der Verlegung des Botanischen Gartens wurde die Säule 1827 restauriert und an ihrem heutigen Standort im Erlanger Schlossgarten aufgestellt.
1813 erwarb der Bayrische König von Schrebers Herbarium, das als Grundlage des Herbarium Regium Monacense diente, welche heute zur Botanischen Staatssammlung München gehört. Es enthielt vor allem Gefäßpflanzen, die von Schreber in der Gegend von Uppsala sowie in Leipzig und Erlangen gesammelt hatte. Zudem waren auch zahlreiche Pflanzen ausländischer Herkünfte enthalten, die er im wissenschaftlichen Austausch von bekannten Botanikern wie Johann Reinhold Forster und dessen Sohn Georg Forster, Olof Peter Swartz und Carl Peter Thunberg erworben hatte. Außerdem hatte von Schreber das Herbarium seines Erlanger Vorgängers Casimir Christoph Schmidel die wiederum die Sammlungen der Botaniker Johannes Burman und Nicolaas Laurens Burman (Südafrika, Cylon) enthielt. Das Herbar enthielt nur wenige Exemplare von Moosen und Flechten.
Johann Christian von Schreber war der Onkel des Pädagogen und Orthopäden Moritz Schreber, nach dem die Schrebergärten benannt sind.

## Auszeichnungen und Mitgliedschaften
Aufgrund seines herausragenden Rufs war von Schreber Mitglied in zahlreichen wissenschaftlichen Gesellschaften:
- 1761: korrespondierendes Mitglied der Königlichen Schwedischen Akademie der Wissenschaften
- 1764: Mitglied der Leopoldina (1788 Adjunkt, 1791–1810 Präsident),[6]
- 1769: Mitglied des Historischen Instituts Göttingen,
- 1771: der Botanischen Gesellschaft Florenz,
- 1775: Gesellschaft naturforschender Freunde zu Berlin,
- 1777: der naturforschenden Gesellschaft Halle,
- 1777: der Königlichen Physiographischen Gesellschaft in Lund, Schweden,
- 1785: der Königlichen böhmischen Gesellschaft der Wissenschaften,
- 1790: der Botanischen Gesellschaft Regensburg,
- 1790: der Helvetischen Gesellschaft korrespondierender Ärzte und Wundärzte,
- 1792: der Russischen Akademie der Wissenschaften, St. Petersburg,
- 1796: der Royal Society, London,
- 1796: der Naturforschenden Gesellschaft, Brüssel,
- 1800: der Linnean Society of London,
- 1801: der Medizinischen Gesellschaft, Paris,
- 1802: der Mineralogischen Gesellschaft, Jena,
- 1802: der Medizinischen Gesellschaft, Nancy,
- 1802: der Phytographischen Gesellschaft, Göttingen,
- 1802: der Naturforschenden Gesellschaft Mecklenburgs, Rostock,
- 1808: der Bayerischen Akademie der Wissenschaften[7]

Ihm zu Ehren wurden die Gattung Schrebera L. der Pflanzenfamilie der Windengewächse (Convolvulaceae) benannt.
Für seine Verdienste als Wissenschaftler wurde Johann Christian von Schreber 1769 zum brandenburgischen Hofrat ernannt. 1770 verlieh ihm die Universität Erlangen ehrenhalber den Titel eines "Mag. phil." 1791 wurde er zum kaiserlichen Rat und Leibarzt ernannt. 1791 wurde er als Pfalzgraf mit dem Titel Edler von Schreber in den Reichsadelsstand erhoben. 1795 wurde ihm der Titel eines preußischen Geheimrats verliehen.

## Werke

### Autor
- Beschreibung der Gräser nebst ihren Abbildungen nach der Natur. Drei Bände mit 54 colorirten Tafeln, (1769 – 1810)
- Lithographia Halensis. (1758)
- Novae species insectorum. (1759)
- Theses medicae. (1761)
- Icones et descriptiones plantarum minus cognitarum. (1766)
- De Phasco observationes. mit 2 Tafeln, (1770)
- Spicilegium florae Lipsicae. (1771)
- Beschreibung der Quecke, mit Abbildung. (1772)
- Plantarum verticillatarum unilabiatarum genera et species. (1774)
- Die Säugthiere in Abbildungen nach der Natur mit Beschreibungen. 1.1774–64.1804 (online)
- De Persea Aegyptiorum commentationes I.-IV. (1790–92)

### Herausgeber
- Carl v. Linné: Reisen durch Westgothland. (1765)
- Carl v. Linné: Amoenitates academicae,. (1787)
- Carl v. Linné: Materia medica. (1772)
- Carl v. Linné: Genera plantarum. (1789)
- Carl v. Linné: Reisen durch Oeland und Gothland und Westgothland, (1764)
- F. X. von Wulfen: Descriptiones quorumdam capensium insectorum. Erlangen (1786)
- W. von Pallas: Novae Species Quadrupedum e Glirium ordine. In zwei Teilen, (1778/79)
- W. von Pallas: Icones Insectorum, Sibiriaeque peculiarium. In drei Teilen, (1781–98)
- W. von Pallas: Flora Rossica. In zwei Teilen, (1784–88)
- O. Swartz: Flora Indiae Occidentalis. 3 Bände, (1797–1806)
- O. Swartz: Observationes botanicae, (1791)
- O. Swartz: Dispositio systematica muscorum frondosorum Sueciae. (1799)
- O. Swartz: Lichenes americani, quos partim in Flora Indiae Occidentalis descripsit. (1811)